# Pantera sundajska
Pantera sundajska (Neofelis diardi) – gatunek ssaka z podrodziny panter (Pantherinae) w obrębie rodziny kotowatych (Felidae). Jeden z dwóch gatunków swego rodzaju, obok pantery mglistej. Występuje na Sumatrze i Borneo. Od swoich kontynentalnych krewniaków różni się umaszczeniem i rozłożeniem cętek na futrze. Cechuje się najdłuższymi wśród kotowatych kłami. Osiąga 70–105 cm długości ciała i 60–85 cm ogona. Zasiedla lasy tropikalne, prowadząc częściowo nadrzewny tryb życia, zwłaszcza na terenach sympatrycznego występowania tygrysa. Poluje jednak częściej na ziemi, zabija małe bądź średnie ssaki, w tym jeleniowate, świniowate i koczkodanowate. Rozmnażanie poznano głównie w niewoli. Matka rodzi 1–5 kociąt. Jest to gatunek narażony na wyginięcie, a liczebność cały czas spada.

## Budowa

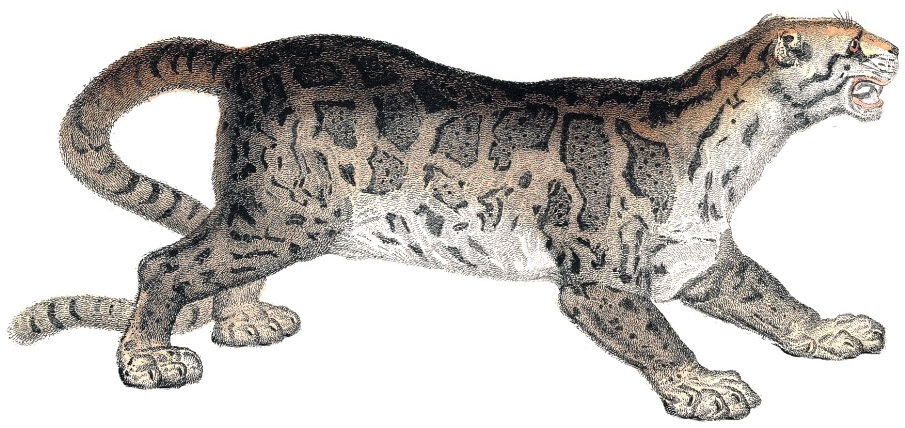
Podgatunek nominatywny

Pantera sundajska wielkością przypomina panterę mglistą, wielkością zbliżoną do niewielkiego lamparta plamistego i zaliczaną do kotowatych dużej bądź średniej wielkości. Długość ciała (bez ogona) 70–105 cm, długość ogona 60–85 cm; masa ciała wedle różnych źródeł 10–25 kg bądź 11–23 kg. Dorosłe samice są mniejsze i lżejsze od dorosłych samców. Podobną zależność obserwuje się u pantery mglistej i w ogóle w rodzinie kotowatych.
Ubarwienie pantery sundajskiej i pantery mglistej jest podobne. U obu gatunków obserwuje się plamy kształtem zbliżone do chmur. Jednakże u pantery sundajskiej znaczenia te są mniejsze, a pomiędzy dużymi chmurami znajdują się liczniejsze mniejsze cętki. Co więcej, futro bardziej jest szare i ciemniejsze niźli u kontynentalnego krewniaka. Ponadto na grzbiecie widnieje podwójna ciemna pręga. 
Pantera sundajska cechuje się bardzo długim kłami szczękowymi. Są one jeszcze dłuższe od kłów pantery mglistej, u której mierzą one 4 cm i porównywane są do kłów wymarłych machajrodonów, czyli kotów szablozębnych. Nie wynika to jednak z bliskiego pokrewieństwa, jako że pantera mglista należy do podrodziny panter, a nie kotów szablozębnych, ale z konwergencji.
Długi, gruby ogon i krótkie łapy, zakończone dużymi pazurami, mają znaczenie we wspinaczce na drzewa.

## Systematyka

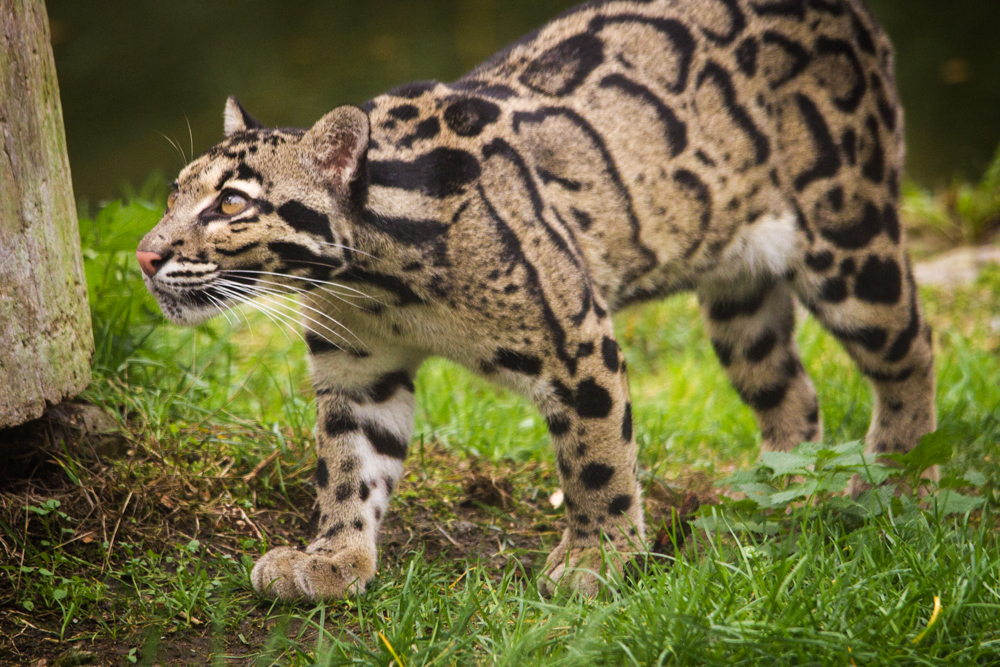
Panterę sundajską uważano niegdyś za podgatunek pantery mglistej

Gatunek po raz pierwszy zgodnie z zasadami nazewnictwa binominalnego opisał w 1823 roku francuski przyrodnik Georges Cuvier, umieszczając go w rodzaju Felis i nadając mu epitet gatunkowy diardi. Miejsce typowe według oryginalnego opisu to Jawa, poprawione w 1940 roku przez brytyjskiego zoologa Fredericka Chasena na Sumatrę. Holotyp to skóra i rysunek Diarda wysłany do Cuviera do Muzeum Historii Naturalnej w Paryżu, obecnie zaginiony. W 2009 roku duński paleontolog Per Christiansen wyznaczył neotyp, na który składa się czaszka i żuchwa (sygnatury RMNH.MAM.1981.a) oraz zamontowana skóra w dobrym stanie (sygnatura RMNH.MAM.1981.b), dużego, w pełni dorosłego samca ze zbiorów Muzeum Historii Naturalnej w Lejdzie; okaz neotypowy został schwytany w pobliżu dużego miasta Palembang na Sumatrze, a następnie przewieziony do ogrodu zoologicznego w Rotterdamie w Holandii, gdzie był wystawiony na widok publiczny aż do jego śmierci 29 lipca 1931 roku. Podgatunek borneensis został po raz pierwszy opisany zgodnie z zasadami nazewnictwa binominalnego w 2011 roku przez międzynarodowy zespół biologów (Holendrzy Andreas Wilting i Yvonne J.M. Kemp, Duńczyk Per Christiansen, Brytyjczyk Andrew C. Kitchener, Malezyjczyk Laurentius Ambu i Niemiec Jörns Fickel). Miejsce typowe to Baram, Sarawak, Borneo. Okaz typowy to czaszka i skóra dorosłej samicy (sygnatura BMNH:Mamm:1903.4.9.2) ze zbiorów Muzeum Historii Naturalnej w Londynie, zebrany 14 maja 1902 roku przez Charlesa Hose’a.
Przez długi czas N. diardi traktowany był jako podgatunek N. nebulosa, zidentyfikowany w 2007 na podstawie badań DNA jako nowy gatunek, który oddzielił się od N. nebulosa 1,4 miliona lat temu. Na podstawie analizy genetycznej wyróżniono dwa podgatunki N. diardi. O ile początkowe rozróżnienie panter mglistej i sundajskiej oparto na dowodach genetycznych i odmiennościach łat, niedługo potem znaleziono liczne inne cechy odróżniające od siebie te gatunki, w tym dotyczące budowy czaszki, żuchwy i zębów. Autorzy Illustrated Checklist of the Mammals of the World rozpoznają dwa podgatunki.

### Etymologia
- Neofelis: gr. νεος neos ‘nowy’; rodzaj Felis Linnaeus, 1758 (kot)[32].
- diardi: Pierre-Medard Diard (1794–1863), francuski zoolog, odkrywca, kolekcjoner z Holenderskich Indii Wschodnich z lat 1819–?1863[33].
- borneensis: Borneo, Indonezja[11].

## Ewolucja
Pantera sundajska wielkością i rozmiarami przypomina w istotnym stopniu panterę mglistą, od której różni się nieznacznie umaszczeniem. Badania z zakresu biologii molekularnej wskazują na izolację tych 2 gatunków od 1,4 do 2,9 mln lat temu. Stopień zróżnicowania pomiędzy tymi 2 gatunkami porównują autorzy Handbook of the Mammals of the World do zróżnicowania pomiędzy gatunkami rodzaju Panthera, obejmującego takie wielkie koty jak lew afrykański, tygrys azjatycki czy jaguar amerykański.

## Tryb życia

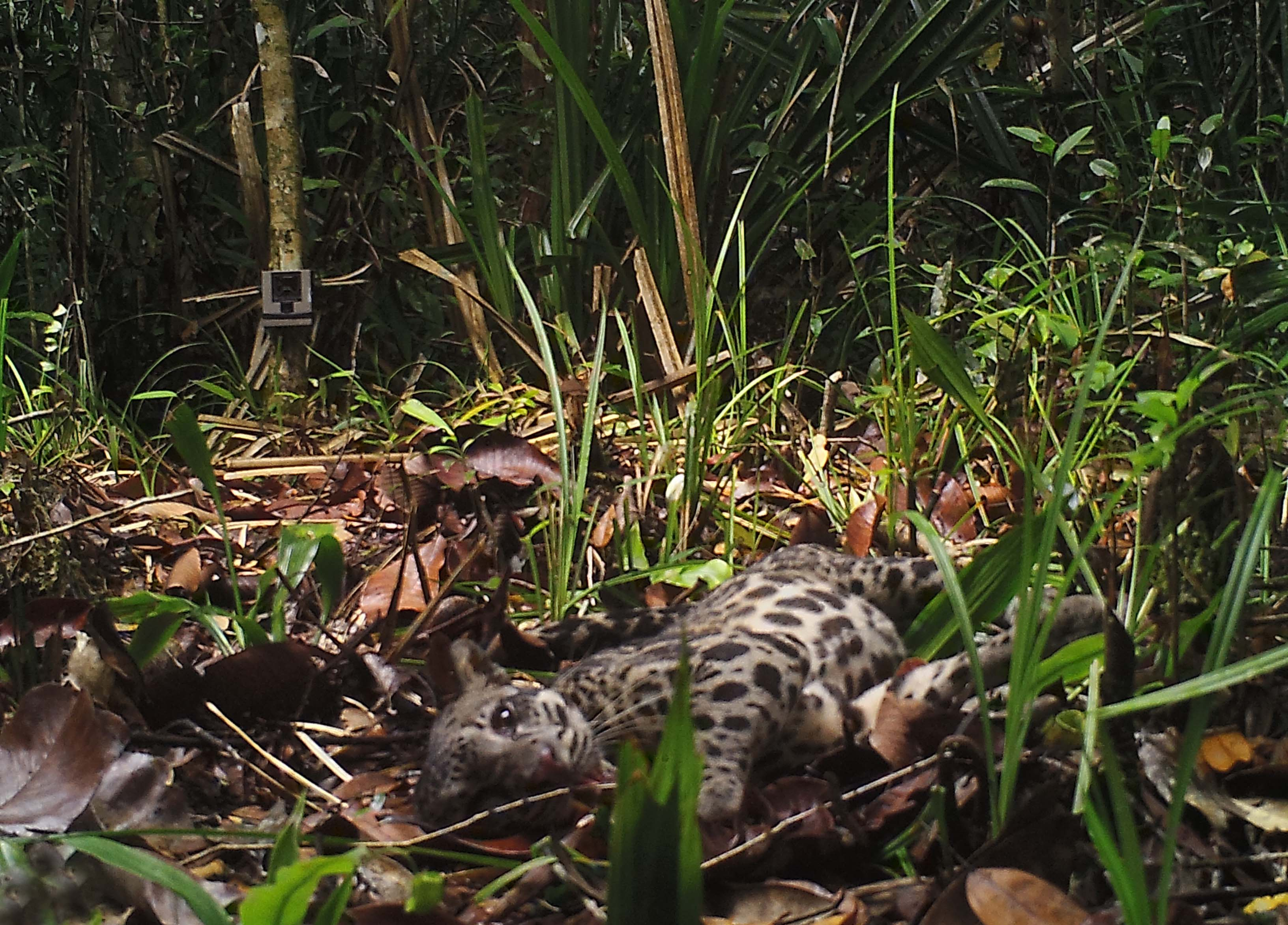
Częściowo nadrzewną panterę sundajską najczęściej spotyka się na ziemi

Badacze podkreślają wielkie trudności w badaniu trybu życia pantery sundajskiej.
Pantera ta wiedzie częściowo nadrzewny tryb życia, w czym pomaga jej długi, gruby ogon i krótkie łapy zakończone dużymi pazurami. Najczęściej jednak zwierzę spotyka się na ziemi.
Tryb życia pantery sundajskiej zależy na Borneo od aktywności preferowanej przez nią zdobyczy. Na Sumatrze dąży ona także do unikania największego drapieżcy tygrysa. Aktywność pantery sundajskiej przypada głównie na noc, aczkolwiek bywa ona również aktywna w dzień. Aktywność za dnia obserwowana była zwłaszcza na Borneo, gdzie nie spotyka się innych dużych drapieżników. 
Zwierzę wiedzie prawdopodobnie samotny tryb życia, poza sezonem rozrodu nie kontaktując się z innymi osobnikami swego gatunku. Niemniej wiedza ta wynika z odniesienia do innych kotowatych, prowadzących w znakomitej większości samotne, często terytorialne życie. W jednym z badań pojedynczą samicę z Sabah zaobrączkowano i następnie śledzono przez 109 dni. Hearn i inni na tej podstawie oszacowali jej terytorium na 16,1 km², z czego rdzeń zajmował 5,4 km².

### Cykl życiowy
Wiedza o rozmnażaniu pantery sundajskiej pochodzi w znacznej mierze z rozrodu w niewoli, podobnie zresztą jak i w przypadku pantery mglistej. U kotowatych owulacja najczęściej zachodzi po licznych kopulacjach. Długość ciąży waha się pomiędzy 85 a 109 dni, najczęściej mieści się jednak między 86 a 93 dnia. Podobne wartości podawano w przypadku pantery mglistej. Po ciąży matka wydaje na świat od jednego do 5 kociąt, najczęściej 2 bądź 3. Tyle samo liczą mioty pantery mglistej. Początkowo matka karmi je mlekiem, natomiast pokarm stały zaczynają przyjmować kocięta w wieku od 7 do 10 tygodni. Początkowo łączą go z mlekiem matki. Zakończone bywa karmienie piersią w wieku od 11 do 14 tygodni. Jednakże do kolejnego porodu ich matki upływa od 7 do 13 miesięcy ze średnią 10,2 miesiąca. Minie natomiast od 20 do 30 miesięcy, nim kocięta uzyskają dojrzałość płciową. Długość pokolenia wynosi 7 lat.

## Rozmieszczenie geograficzne
Pantera sundajska występuje w Indonezji, zamieszkując w zależności od podgatunku:
- Neofelis diardi borneensis – pantera borneańska[14] – Borneo.
- Neofelis diardi diardi – pantera sumatrzańska[14] – Sumatra i Wyspy Batu.

Biorąc pod uwagę państwa, zwierzę zajmuje Brunei, Indonezję (Sumatra, Kalimantan) i Malezję (Sarawak, Sabah).
Zajmowany obszar na Borneo wynosi 378 900 km². Na Sumatrze podobnych szacunków nie prowadzono, jednak całkowita wielkość może wynosić 451 900 km².

## Ekologia

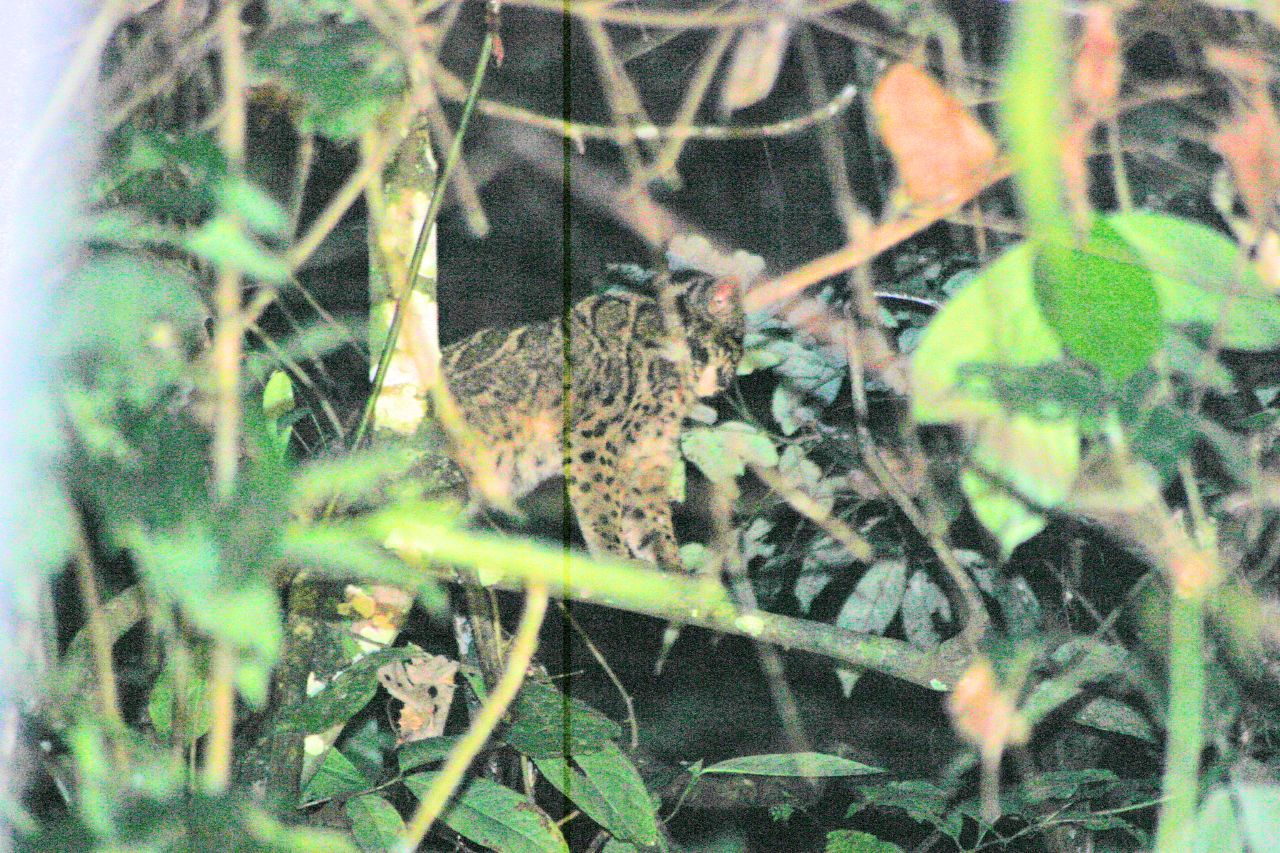
Na Borneo pantera sundajska jest największym drapieżnikiem

Siedliska pantery sundajskiej nie poznano zbyt dobrze, co zresztą dotyczy także siedliska pantery mglistej. Wydaje się, że pantera sundajska zasiedla pierwotne wiecznie zielone lasy tropikalne, sięgając wysokości 2000 m nad poziomem morza, niższej więc niż pantera mglista sięgająca 3500 m. Tak więc zajmuje lasy nizinne i górskie, w tym tworzone przez dwuskrzydłowate. Wykazano obfitsze występowanie gatunku na umiarkowanych wysokościach. Nowe doniesienia wskazują na większe zdolności adaptacyjne i możliwość życia pantery sundajskiej w lasach wtórnych, zdegradowanych, podlegających wylesianiu, a nawet w krzakach i bagnach mangowych. Zwierzę nie radzi sobie na zakładanych przez ludzi plantacjach, niemniej jest w stanie je przebyć.
Koty należą do hiperdrapieżników żywiących się wyłącznie pokarmem mięsnym i przystosowanych do polowań. Pantera sundajska poluje na różnorodne zwierzęta kręgowe zamieszkujące na drzewach i na lądzie, małej bądź średniej wielkości. Wymienia się wśród jej ofiar mundżaki, młode sambary jednobarwne, kanczyle, świnie brodate (być może kluczowa ofiara, wykazano większą aktywność nocną tego zwierzęcia pod nieobecność pantery sundajskiej), wiwerowate, jeżozwierze, langury szare, ptaki i ryby. Pantera sundajska wydaje się jednym z dwóch najważniejszych drapieżników nosaczy sundajskich, obok krokodyli. Podczas polowań przemieszcza się niekiedy drogami wykarczowanymi przez ludzi.
Na Borneo pantera sundajska jest jedynym dużym drapieżnikiem, nie ma z kim konkurować, podczas gdy na Sumatrze ustępuje tygrysowi azjatyckiemu, istotnie od niej większemu. Na terenach jego sympatrycznego występowania wiedzie bardziej nadrzewne życie.

## Zagrożenia i ochrona
Szacuje się, że populacja pantery sundajskiej liczy około 4500 dorosłych osobników. Specjaliści oceniają, że na Borneo żyje około 3800 Neofelis diardi, a na Sumatrze około 730. Co więcej, liczebność ta nadal obniża się.
IUCN uznaje panterę sundajską za gatunek narażony na wyginięcie od 2008 roku, ocenę powtórzono w 2015 roku, zaś poszczególne podgatunki jako zagrożone (ocena tylko z 2008 roku). Gatunek obejmuje także załącznik pierwszy konwencji CITES, nie dostrzegającej jednakowoż różnicy gatunkowej między panterami mglistą a sundajską. Chroni gatunek prawo Indonezji, Malezji i Brunei. 
Zagęszczenie tych zwierząt na Sumatrze wydaje się przekraczać wyniki z Borneo. Zagęszczenie w Sabah oszacowano na 1,9 zwierzęcia na 100 km² z przedziałem ufności 95% 0,7–5,4 w lesie pierwotnym i 0,8 na 100 km² (przedział 0,2–2,6) w całym zbadanym obszarze. Wedle badań z Kerinci zagęszczenie wynosi 0,8–1,6 zwierzęcia na 100 km². Na 10 badań 6 podało zagęszczenie poniżej 1,9 pantery na 100 km².
Wśród zagrożeń wymienia się niszczenie środowiska naturalnego, zmienianie lasów w plantacje gumy i palmy olejowej, powszechne na Borneo i Sumatrze. Tempo deforestacji na Borneo osiąga najwyższe wartości na świecie. Nie pomaga również kłusownictwo. Gatunek ma rozczłonkowany zasięg. Być może na niewielkiej okołosumatrzańskiej wyspie Batu pantera sundajska została już wytępiona.